# Амалевич Адріян
Амалевич Адріян П. (? — ?) — український військовий і громадський діяч.
Студент Київської політехніки, староста театрального хору 129-го пішого Бессарабського полку російської армії (1917), член Організаційного комітету з формування українського національного війська та «поборової комісії» Українського полку ім. гетьмана Богдана Хмельницького (9.03.1917), заступник скарбника Українського військового клубу ім. гетьмана Павла Полуботка (05.1917); звання — єфрейтор.
Послідовник М. Міхновського. Учасник Першого військового (підготовчого) віча 6 березня 1917 р. та Українського військового установчого віча 9 березня 1917 року. Сапер.